# Gulf Oil Corporation
Gulf Oil Corporation è stata una compagnia petrolifera statunitense.
Costituita nel 1901, partecipò allo sfruttamento dei giacimenti petroliferi in Canada, Venezuela e Medio Oriente.
Dal 1984 fu assorbita dalla Standard Oil of California (Chevron), che detiene tuttora i diritti di utilizzo del marchio Gulf.
Nella metà degli anni '60 contribuì a sponsorizzare diverse auto da competizione, soprattutto per le gare di resistenza.

## Storia
L'attività iniziò nel 1901 con la scoperta del petrolio a Spindletop vicino a Beaumont, in Texas, quando un gruppo di investitori decise di promuovere lo sviluppo di una moderna raffineria nella vicina Port Arthur per la lavorazione del petrolio. Tra loro vi erano Andrew Mellon e William Larimer Mellon Sr., proveniente da una famiglia di banchieri di Pittsburgh.
La Gulf Oil Corporation fu costituita nel 1907 attraverso la fusione di un certo numero di aziende petrolifere, principalmente la J.M. Guffey Petroleum Company, la Gulf Pipeline Company e Gulf Refining companies of Texas.
ll nome della società si riferisce al Golfo del Messico, dove si trova la città di Beaumont.
La produzione di Spindletop raggiunse un picco di circa 100.000 barili al giorno subito dopo la sua scoperta, ma presto iniziò a diminuire. Scoperte successive resero il 1927 l'anno di punta della produzione di Spindletop, ma il primo declino del giacimento costrinse Gulf a cercare fonti di approvvigionamento alternative. Ciò fu ottenuto costruendo l'oleodotto Glenn Pool, di circa 640 km, che collegava i giacimenti petroliferi in Oklahoma con la raffineria Gulf a Port Arthur. L'oleodotto fu aperto nel settembre 1907.
Gulf in seguito costruì una rete di oleodotti e raffinerie negli Stati Uniti orientali e meridionali, grazie ad ingenti investimenti di capitale.
Sin da subito, l'azienda fu caratterizzata da un caratteristico logo a disco arancione, e l'azienda diede immediatamente importanza al marketing e alla propria immagine commerciale.
La Gulf Oil crebbe costantemente negli anni tra le due guerre, con le sue attività principalmente localizzate negli Stati Uniti. La società era caratterizzata da attività commerciali integrate verticalmente ed era attiva in tutto lo spettro dell'industria petrolifera: esplorazione, produzione, trasporto, raffinazione e commercializzazione. Si occupava anche di industrie associate come la petrolchimica e la produzione di componenti automobilistici.
La compagnia introdusse significative innovazioni commerciali e tecniche, tra cui la prima stazione di servizio moderna nel 1913, mappe stradali gratuite, e il processo di raffinazione del cracking catalitico (1951).
Nel 1924 l'attività si espanse anche in Venezuela, grazie a concessioni nella zona del lago di Maracaibo.
In Colombia, Gulf acquisì una concessione nel 1926. Il governo della Colombia revocò tale concessione lo stesso anno, ma dopo molte trattative Gulf la riacquisì nel 1931, vendendola però nel 1936 alla Texaco.
Gulf aveva all'epoca estese operazioni di esplorazione e produzione nel Golfo del Messico, in Canada e in Kuwait. La compagnia ebbe un ruolo importante nel primo sviluppo della produzione petrolifera in Kuwait e, durante gli anni '50 e '60, godette di un "rapporto speciale" con il governo locale; questa relazione speciale ha attirato nel tempo diverse critiche, poiché è stata associata a "contributi politici" e sostegno a politiche antidemocratiche, come dimostrerebbero i documenti estratti dal corpo di un dirigente della Gulf ucciso nello schianto di un aereo della TWA al Cairo nel 1950.
Nel 1934, la Kuwait Oil Company (KOC) fu costituita come una joint venture tra la British Petroleum, allora chiamata Anglo-Persian Oil Company (APOC), e la Gulf. Sia l'APOC che la Gulf detenevano parti uguali nell'impresa.
KOC aprì la strada all'esplorazione del petrolio in Kuwait; il petrolio fu scoperto a Burgan nel 1938, ma fu solo nel 1946 che fu spedito il primo petrolio greggio.  La produzione di petrolio iniziò da Rawdhatain nel 1955 e da Minagish nel 1959, quella di gas nel 1964. La Gulf ebbe un ruolo di primo piano nell'espansione dell'industria petrolifera del paese, con un programma di espansione che prevedeva anche la costruzione di una flotta di superpetroliere.
Gulf si espanse base mondiale dalla fine della Seconda Guerra Mondiale. Gran parte dell'espansione delle vendite al dettaglio dell'azienda è avvenuta attraverso l'acquisizione di catene private di stazioni di servizio in vari paesi. All'epoca, l'azienda era particolarmente nota per la sua gamma di lubrificanti e grassi.
Nel 1950 avviò l'attività in Italia, impiantando una raffineria di petrolio in Sicilia, nei dintorni di Ragusa, e un'altra nei pressi di Bertonico (LO). Un'ampia attività di distribuzione iniziò nel 1963 con la creazione di una vasta rete di distributori.
Gulf Oil raggiunse l'apice del suo sviluppo intorno al 1970; in quell'anno, la società lavorava 1,3 milioni di barili di greggio al giorno, deteneva attività per un valore di 6,5 miliardi di dollari (43,32 miliardi odierni), impiegava 58.000 dipendenti in tutto il mondo ed era di proprietà di 163.000 azionisti.
Gulf era inoltre un importante produttore di prodotti petrolchimici, materie plastiche e prodotti chimici agricoli. Attraverso la sua filiale Gulf General Atomic Inc., era attiva anche nel settore dell'energia nucleare, attività abbandonata dopo un accordo fallito per costruire centrali atomiche in Romania a metà degli anni '70. 

Una stazione di servizio Gulf negli anni '80

Nel 1974, l'Assemblea Nazionale del Kuwait ha ottenuto una quota del 60 % nel capitale della KOC, con il restante 40 % diviso equamente tra BP e Gulf. I kuwaitiani hanno rilevato il resto del capitale nel 1975, conquistando la piena proprietà della compagnia; per la Gulf, ciò significò iniziare a rifornire le sue operazioni in Europa con greggio acquistato sul mercato mondiale a prezzi commerciali.
Nel 1976, con la nazionalizzazione del petrolio venezuelano, il trasferimento di proprietà fu effettuato con piena soddisfazione da entrambe le parti.
Negli anni '60, Gulf intraprese la costruzione di terminali in Irlanda e in Giappone, anche in conseguenza della chiusura del Canale di Suez.
Negli anni '70, Gulf ha partecipato allo sviluppo di nuovi giacimenti petroliferi nel Mare del Nord (Regno Unito) e a Cabinda, in Angola. Anche la connessione con il governo angolano attirò commenti negativi, dato che la compagnia stava effettivamente finanziando un regime vicino al blocco sovietico, che il governo degli Stati Uniti stava tentando di rovesciare sostenendo i ribelli dell'UNITA.
Nel 1975, diversi alti dirigenti della Gulf, incluso il presidente Bob Dorsey, furono implicati nell'erogazione di "contributi politici" illegali e costretti a dimettersi dalle loro posizioni.
Le operazioni di Gulf in tutto il mondo si ritrovarono a dibattersi finanziariamente nella recessione dei primi anni '80; la direzione della compagnia adottò quindi una serie di strategie per mantenere la redditività. Nell'ambito dell'abbandono dei mercati meno proficui, la rete italiana fu ceduta a Q8 nel 1984.
Nello stesso anno, la Gulf fu acquistata dalla Chevron.

## Sponsorizzazioni
Gulf Oil è stato lo sponsor principale per gli eventi speciali di NBC News negli anni '60, in particolare per la copertura del programma spaziale degli Stati Uniti. L'azienda ha sfruttato l'argomento offrendo oggetti promozionali o omaggi nelle sue stazioni.
Gulf fu anche uno dei principali sponsor della serie Walt Disney's Wonderful World of Color; spesso, infatti, materiali e riviste Disney erano distribuiti negli impianti Gulf.

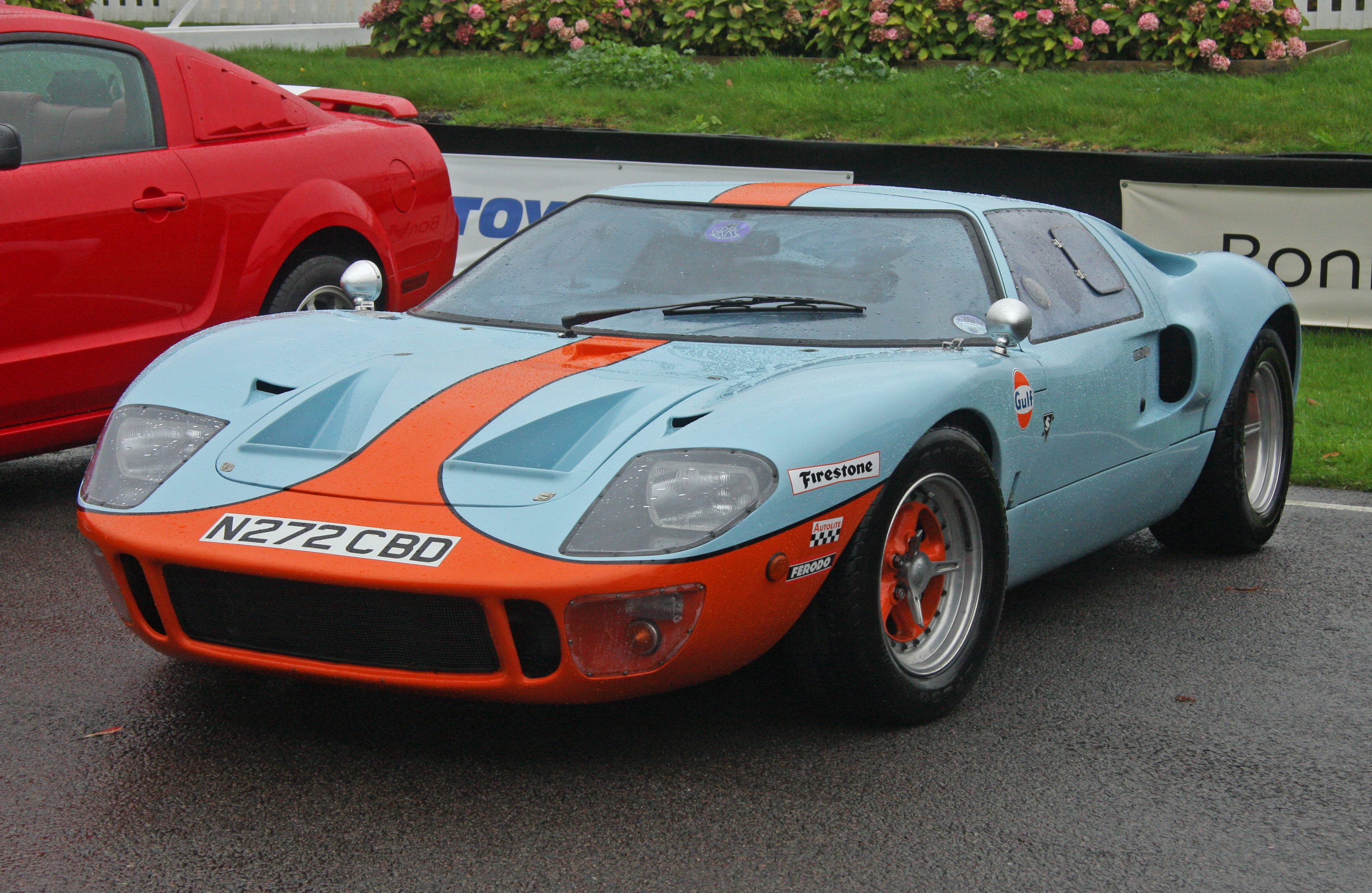
La storica livrea Gulf

Il marchio Gulf è però più conosciuto per l'attività nelle corse automobilistiche, poiché sponsorizzava il team John Wyer Automotive negli anni '60 e '70. Il caratteristico schema di colori azzurro e arancione associato alle sue Ford GT40 e Porsche 917 è una delle livree più famose, e fu spesso riutilizzata da altri team sponsorizzati dalla Gulf. Gran parte di questa popolarità è dovuta al fatto che nel film del 1971 La 24 Ore di Le Mans, il personaggio interpretato da Steve McQueen guida una vettura con questa livrea.
Negli stessi anni Gulf Oil sponsorizzava anche il team McLaren di Formula 1, con il quale la collaborazione è stata ripresa dal luglio 2020 alla fine del 2022. Nel 2023 la compagnia è partner della scuderia di Formula 1 Williams Racing.
Dal 1963 al 1980, Gulf Oil ha collaborato con la catena Holiday Inn.

## Curiosità
Nel film "Un italiano in America", Giuseppe Marossi, interpretato dall'attore protagonista Alberto Sordi, 
lavora ad un distributore di benzina, proprio di tale compagnia petrolifera. La vicenda si concluderà in un esercizio analogo, ma stavolta oltre Oceano. Egli deciderà di stabilirsi lì, anche per aiutare una parente alla lontana, appena conosciuta.